# Капри Каванни
Капри Каванни (англ. Capri Cavanni, настоящее имя — Анжела Террано (Angela Terrano), род. 14 марта 1982 года, Ванкувер, Канада) — канадская порноактриса и эротическая фотомодель.

## Биография
Родилась и выросла в маленьком городке за пределами Ванкувера. Имеет итальянское происхождение. После окончания средней школы поступила в колледж на ветеринара, во время обучения работала в небольшой ветеринарной больнице. Она также начала заниматься моделированием, рекламой купальных костюмов и нижнего белья.
В настоящее время Капри живет в Лос-Анджелесе, Калифорния.

## Карьера
Вошла к индустрию развлечений для взрослых в 2008 году и снялась более чем в 300 фильмах; наибольшая известность пришла после того, как она появилась на обложке журнала Penthouse, где ее назвали Pethouse Pet в сентябре 2013 года. Работала с такими компаниями, как Vivid, Brazzers, Naughty America. Работала с популярными актрисами Келли Мэдисон и Тейлор Уэйн.
Летом 2010 года Капри выпускает свой первый DVD. Осенью 2010 года она объявляет, что прекращает сниматься в сценах с мужчинами, и называет причиной изменения в личной жизни. Однако, Капри все еще состоит в контракте с OC Models, для которой записывает лесбийскую сцену. В 2011 году Капри объявила, что снова может записываться в сценах с мужчинами. В том же году она запустила свой официальный сайт.
Ушла из индустрии развлечений для взрослых в 2014 году.

## Награды и номинации
- 2012 — AVN Awards — невоспетая старлетка года — номинация[9].
- 2013 — Sex Award — лучшее тело в порно — номинация[4].
- 2014 — AVN Award — лучшая девушка/девушка сексуальная сцена — номинация[4].
- 2014 — AVN Award — лучшая сольная сексуальная сцена — номинация[4].

## Фильмография
| Год  | Название фильма         | Студия             |
| ---- | ----------------------- | ------------------ |
| 2009 | Riley Steele: Chic      | Digital Playground |
| 2009 | A Mysterious Touch      | Wicked Pictures    |
| 2009 | Real Wife Stories 3     | Brazzers           |
| 2009 | King Dong 1             | Muffia             |
| 2010 | Ghost Fuckers           | Penthouse          |
| 2010 | Tyler’s Wood            | Adam & Eve         |
| 2010 | Vow                     | Wicked Pictures    |
| 2010 | Can He Score 5          | Bangbros           |
| 2011 | Raw Sex                 | Vivid              |
| 2011 | Threesomes Rock         | Red Light District |
| 2012 | Hot And Mean 5          | Brazzers           |
| 2012 | My Ex Girlfriend 3      | Pornpros           |
| 2013 | Rekindled               | Wicked Pictures    |
| 2013 | Jack Attack 2           | Digital Playground |
| 2013 | Rookie Swingers         | Pink Visual        |
| 2013 | This Ain’t Die Hard XXX | Hustler Video      |